# 랩소디
랩소디(rhapsody)는 악곡의 형식 중 하나이다. 광시곡(狂詩曲)이라고도 한다.
이 말은 본디 서사시의 한 부분이라는 뜻이나, 음악용어로서의 랩소디는 주로 서사적·영웅적·민족적 색채를 갖는 환상적인 자유로운 기악곡이라는 의미로 쓰인다.
브람스와 리스트의 작품이 널리 알려져 있다. 일정한 형식이 있는 것이 아니라 리스트의 〈헝가리 랩소디〉와 같이 집시의 차르다시의 형식을 자유롭게 채용하여 집시적인 색채와 성격을 띠고 민속적인 선율을 삽입한 것이 있는가 하면, 브람스의 피아노곡과 같이 전혀 추상적인 내용의 것도 있다. 대체로 독주곡인 경우가 많으나 그 중에는 관현악용의 것도 있고 또 브람스의 〈알토 광시곡〉처럼 성악곡도 있다.

## 예시
- 후고 알벤, Swedish Rhapsody No. 1 (Midsommarvaka), 오케스트라
- 버르토크 벨러, Rhapsody No. 1 및 Rhapsody No. 2, 바이올린/피아노, 오케스트라
- 요하네스 브람스, Two Rhapsodies, Op. 79, 및 Rhapsody in E-flat major, Op. 119, No. 4, 솔로 피아노
- 에마뉘엘 샤브리에, España, 오케스트라 랩소디
- 클로드 드뷔시, Première rhapsodie 클라리넷, 피아노
- 클로드 드뷔시, 알토 색소폰, 오케스트라
- 제오르제 에네스쿠, Romanian Rhapsodies Nos. 1 및 2, 오케스트라
- 조지 거슈윈, 랩소디 인 블루, Second Rhapsody, 피아노, 오케스트라
- 프란츠 리스트, 헝가리 광시곡 솔로 피아노
- 세르게이 라흐마니노프, 파가니니 주제에 의한 광시곡, Op. 43, 피아노, 오케스트라
- 모리스 라벨, Rapsodie espagnole, 오케스트라
- 레이프 본 윌리엄스, Norfolk Rhapsody No. 1, 오케스트라

## 같이 보기
- 환상곡

## 참고 문헌
- 이 문서에는 다음커뮤니케이션(현 카카오)에서 GFDL 또는 CC-SA 라이선스로 배포한 글로벌 세계대백과사전의 내용을 기초로 작성된 글이 포함되어 있습니다.